# European Remote-Sensing Satellite
Pour les articles homonymes, voir ERS.
European Remote-Sensing Satellite (en français Satellite européen de télédétection) généralement désignée par l'acronyme ERS est une famille de satellite d'observation de la Terre développée par l'Agence spatiale européenne. Deux satellites ont été construits respectivement ERS-1 lancé en 1991 et ERS-2 lancé en 1995. ERS-1 est arrivé en fin de vie le 10 mars 2000. La mission scientifique d'ERS-2 s'est terminée le 4 juillet 2011 ; le satellite a alors été soumis à des opérations de fin de vie qui se sont déroulées jusqu'au 5 septembre 2011. ERS-1 et ERS-2 ont, l'un comme l'autre, largement dépassé leur durée de vie nominale de 3 ans.

## Caractéristiques techniques
Les deux satellites réutilisent la plateforme développée pour le satellite d'observation français SPOT. La masse du satellite ERS-1 est de 2 157,4 kg (ERS-2 2 516 kg)  dont 888,2 kg de charge utile. Les deux satellites forment un parallélépipède de 12 mètres de long, pour 2,5 mètres dans les deux autres dimensions. L'antenne radar et les panneaux solaires portent l'envergure à 12 mètres. L'énergie est fournie par un ensemble de  panneaux solaires pouvant produire jusqu'à 2,6 kW,. 

### Instruments
Les deux satellites embarquent une série d'instruments collectant différentes données sur la surface des océans, des terres émergées et l'atmosphère de la Terre :
- RA (Radar Altimeter) est un altimètre radar en bande Ku (13,8 GHz) mesure les échos des surfaces de l'océan et des glaciers et banquises.
- MWR (microwave radiometer) est un  radiomètre à micro-ondes passif à quatre bandes qui permet de mesurer la vapeur d'eau et l'eau contenue dans les nuages pour corriger les données de l'altimètre laser.
- ATSR (Along Track Scanning Radiometer) est un radiomètre infrarouge (IRR) et en lumière visible ainsi que pour mesurer la température à la surface des océans et au sommet des nuages. À bord d'ERS-2 est embarqué un sondeur micro-ondes (MWS) pour surveiller la végétation.
- SAR (Synthetic Aperture Radar) est un radar à synthèse d'ouverture fournissant des images bidimensionnelles avec une résolution haute (jusqu'à 6 mètres dans l'axe de la trace au sol). Les images sont collectées au maximum durant dix minutes par orbite.
- WS (Wind Scatterometer) est un scatteromètre qui permet de mesurer la vitesse et la direction du vent à la surface de l'océan. Les données recueillies sont stockées dans les bases de données climatiques et utilisées pour mettre à jour les modèles climatologiques.
- GOME (Global Ozone Monitoring Experiment) est un spectromètre en lumière visible et ultraviolet pour la surveillance de l'ozone atmosphérique.

Afin de déterminer précisément son orbite, ERS-2 avait également à son bord l'instrument PRARE (Precision Range and Range-Rate Equipment) et un rétroréflecteur laser. Ce dernier a notamment permis de calibrer l'altimètre radar avec une précision de 10 cm.

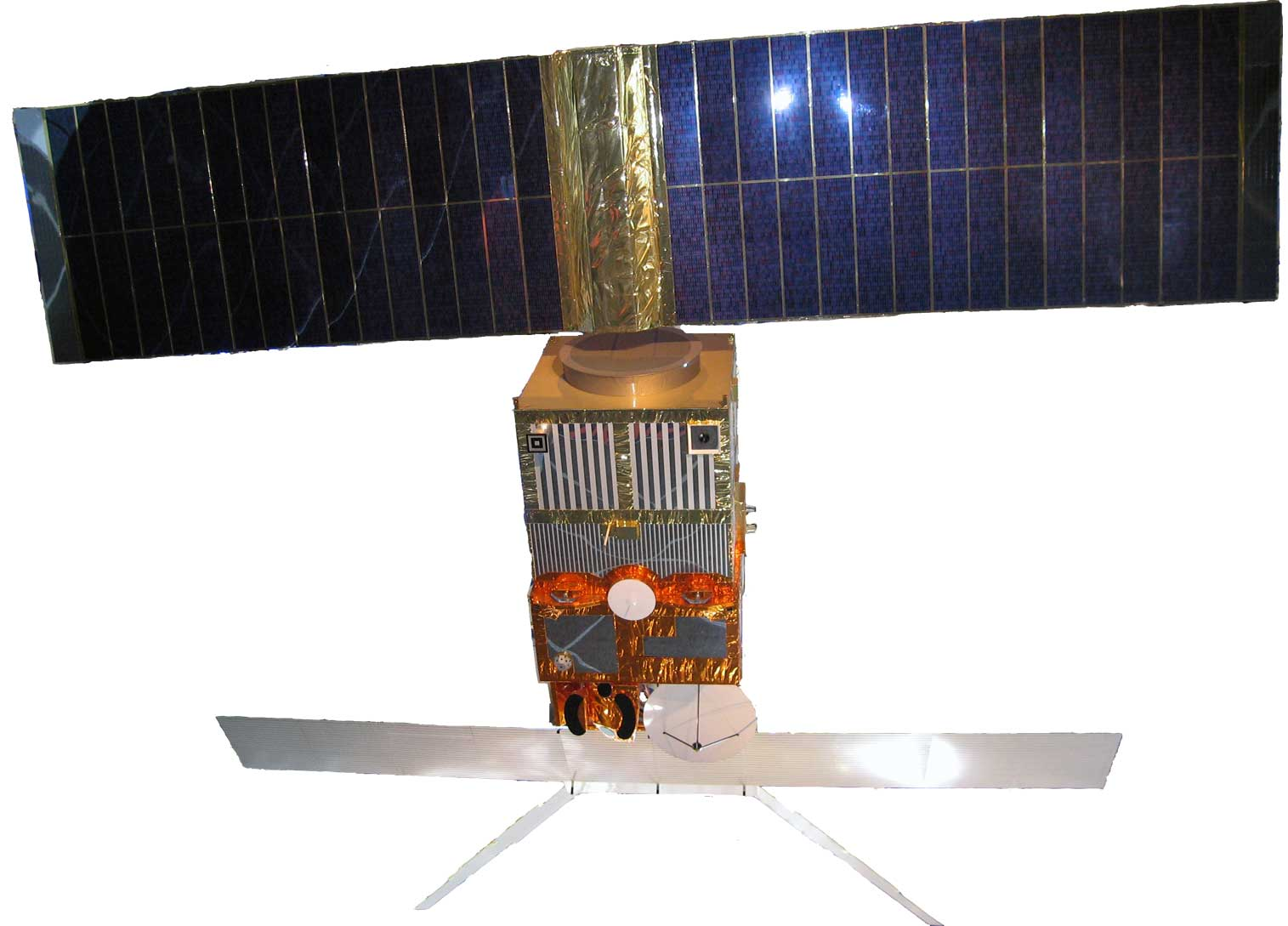
Maquette d'ERS-1.

## Fonctionnement

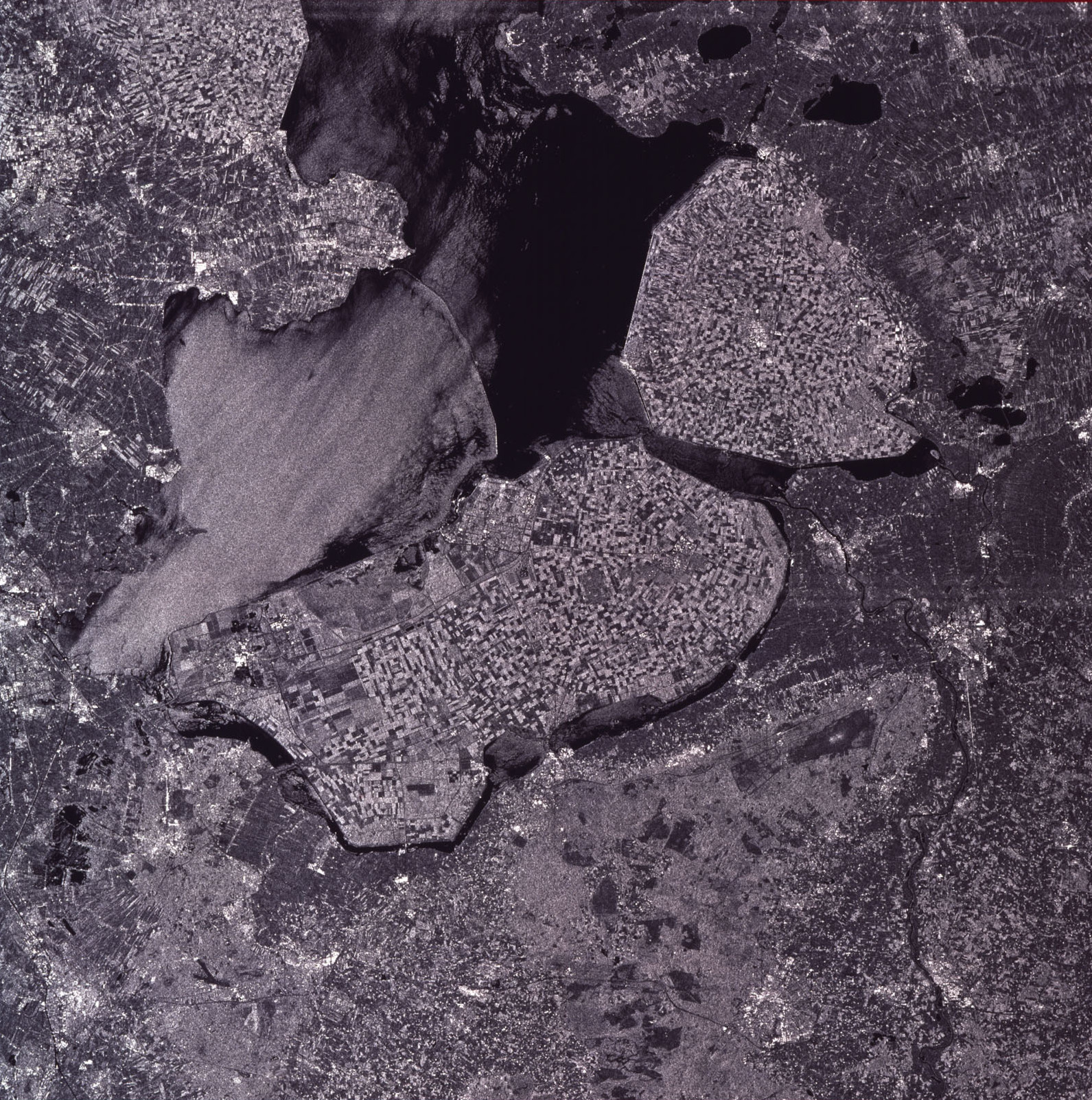
Première image d'ERS-1 prise au-dessus des Pays-Bas le 27 juillet 1991.

Les deux satellites étaient placés sur une orbite héliosynchrone à une altitude moyenne de 780 km.
ERS-1 a eu trois grandes phases de mission:
- le mode "3 jours" (ou Ice Phase) a permis d'obtenir, sur une partie du globe, des séries temporelles d'images très denses pour le suivi de paramètres environnementaux comme l'humidité des sols.
- le mode "35 jours", d'acquisition systématique et de couverture globale de la surface terrestre. Ce mode constitue la majeure partie des archives d'images.
- le mode "168 jours" (ou Geodetic Mission) a permis la réalisation de cartographies précises de la bathymétrie et du géoide.

L'essentiel de la mission d'ERS-2 s'est effectué sur l'orbite "35 jours"; le satellite a été placé sur l'orbite "3 jours" lors de la phase finale de la mission.

## Déroulement de la mission
ERS-2, lancé le 20 avril 1995 par une fusée Ariane, dispose des mêmes instruments que son prédécesseur, avec en plus l'instrument GOME pour le suivi de l'ozone atmosphérique. Il a été placé sur la même orbite qu'ERS1, à 1 jour d'intervalle, permettant ainsi la réalisation de la mission Tandem pour l'interférométrie.
Entre 1997 et 2001, ERS-2 a été affecté par la panne de 3 des 6 gyromètres qui l'équipaient. Afin d'assurer la continuation de la mission, l'ESA chargea  Matra Marconi Space de développer de nouvelles versions du logiciel principal de vol. Pour le contrôle d'attitude en phase d'observation, le logiciel original nécessitait les données de 3 gyromètres, une version n'en utilisant qu'un seul fut chargée en 2000, une version permettant le pilotage sans gyromètre fut chargée en 2001 et utilisée jusqu'à la fin des opérations en 2011.
En 2003, à quelques mois d'intervalles, les 2 enregistreurs de bord cessèrent de fonctionner. La perte de cette fonction limita la disponibilités des données à bas débit aux seules périodes de visibilité des téléports.

### Phase finale de la mission
La mission d'ERS-2 s'est achevée le 4 juillet 2011. Pour sa dernière période d'activité, le satellite est passé en mode 3 jours après le 10 mars 2011. L'objectif était de reproduire le mode de fonctionnement d'ERS-1 entre 1992 et 1994 et de faciliter ainsi l'exploitation des données archivées à l'époque. Les objectifs de cette phase de la mission étaient de recueillir des données sur les flux glaciaires, la vitesse de déplacement des glaces et la couverture glaciaire, l'étude des conséquences des événements sismiques et volcaniques, l'étude des glissements de terrain, la préparation de Sentinel-1, la recherche de synergies avec Cryosat-2,
Les successeurs de la mission ERS sont les missions ENVISAT et METOP.

### Opérations de fin de vie d'ERS-2
Les opérations de fin de vie d'ERS-2 ont été initiées le 4 juillet 2011 lorsque la mission scientifique s’est achevée. 
Dans le cadre de la protection des orbites basses contre la prolifération des débris spatiaux, une série de manœuvres orbitales a été effectuée afin de hâter la ré-entrée du satellite dans l'atmosphère. Ces manœuvres ont d’abord permis d'abaisser l'orbite d'une altitude moyenne de 780 km à une altitude moyenne d'environ 570 km. D'une durée supérieure à 150 ans, le délai de ré-entrée a ainsi  été réduit à une valeur estimée de moins à 20 ans.
Le 5 septembre 2011, les opérateurs de l’ESOC ont constaté que l’ergol du satellite avait été entièrement consommé lors d'une ultime manœuvre ; ils ont alors procédé aux opérations de passivation finale. Après avoir inhibé la fonction de charge des batteries, les 2 émetteurs du bord ont été déconnectés. Ainsi, on s’assurait que les bandes de fréquence radio utilisées par les satellites étaient libérées avant l’expiration des licences attribuées à la mission par l’UIT.
Avec ces opérations de fin vie, l'ESA mettait en pratique le « code de conduite pour la gestion des débris spatiaux » ratifié en 2006 par l’ensemble des grandes agences européennes.
Le satellite doit finalement rentrer dans l'atmosphère le 21 février 2024, avec la possibilité qu'une partie ne se consume pas entièrement et retombe à la surface de la terre.
L'ESA prévoit la rentrée à 15h41 UTC.

## Résultats

Produits des satellites ERS
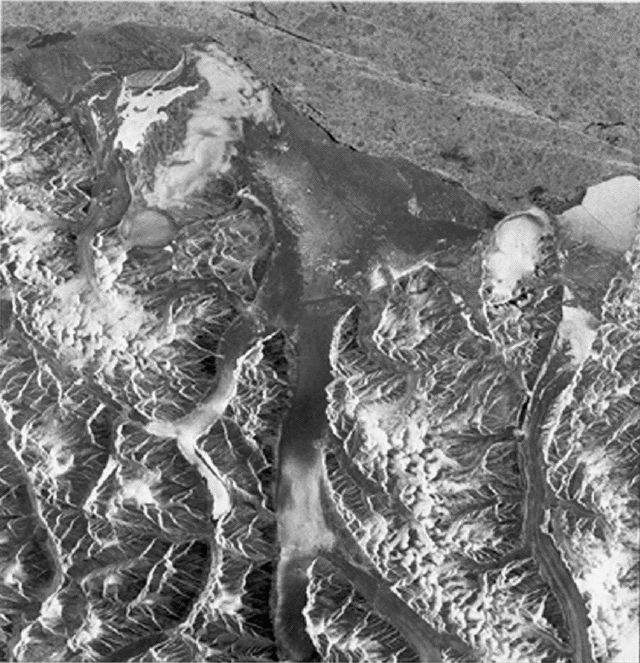
Plate-forme de glace Alfred Ernest photographiée par ERS-1.
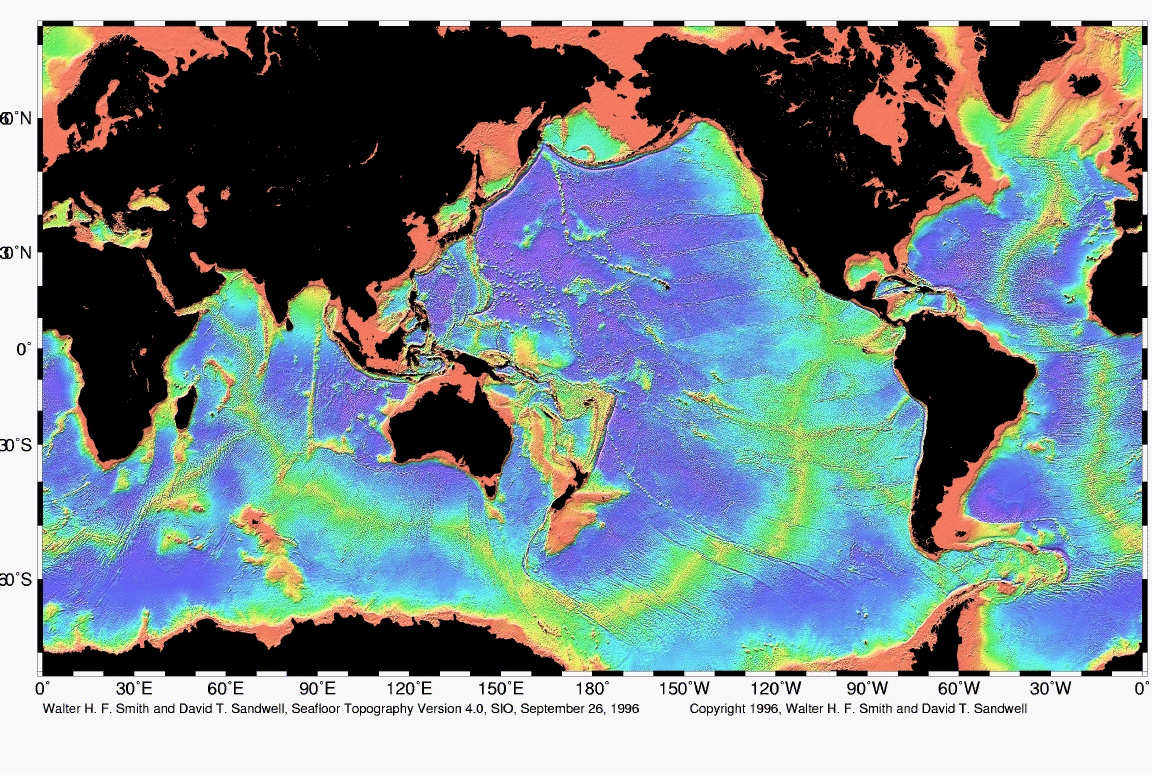
Topographie des océans réalisée à partir des données d'ERS-1 et de Geosat.
Interférogramme de la faille Hayward en Californie réalisée notamment à partir des données du radar à synthèse d'ouverture d'ERS-1 et ERS-2.